# Echi da un regno oscuro
Echi da un regno oscuro (Echos aus einem düsteren Reich) è un film del 1990 diretto da Werner Herzog.
È un documentario incentrato sulla figura di Jean-Bedel Bokassa, ex-dittatore della Repubblica Centrafricana.

## Trama
Il film è composto principalmente da interviste effettuate dal giornalista Michael Goldsmith a diversi personaggi legati a Bokassa: due delle sue mogli, alcuni dei suoi numerosissimi figli, due suoi avvocati e l'ex presidente della Repubblica Centrafricana David Dacko.
Goldsmith era stato imprigionato per un mese da Bokassa ai tempi della sua incoronazione a imperatore. Il giornalista aveva scritto un rapporto dell'evento ma al momento di inviarlo in Francia via telex un improvviso black-out lo rese qualcosa di illeggibile. Il documento venne intercettato e scambiato per un messaggio in codice, e Goldsmith venne accusato di essere una spia, arrestato, picchiato a sangue dallo stesso Bokassa e tenuto in prigione per un mese.
Alle interviste di Goldsmith si aggiungono filmati di repertorio, in particolare relativi alla sfarzosa cerimonia di incoronazione e al suo processo.

## Produzione
Quando il film venne girato Bokassa stava scontando la sua pena in prigione ed Herzog avrebbe voluto intervistarlo; pare che sia Bokassa che l'allora presidente André Kolingba concessero il permesso per l'intervista, ma prima di andare alla prigione Herzog e la troupe vennero arrestati ed espulsi dal paese. 

## Accoglienza
All'uscita del film, Cahiers du cinéma gli dedica una scheda critica dove Frédéric Strauss valuta l'approccio di Herzog orientato a fare, di quello che era l'Imperatore del Centro Africa, un personaggio quasi di finzione circondato di mistero e di passato, vicino a Gilles de Rais, inserendolo nel mondo dei mostri dove si mescolano verità e leggenda. Tra leggenda e verità emerge una fantasticheria indecente del regista che lascia scioccati. In Italia il film è stato messo in relazione con Africa addio, anche a livello di programmazione in sala.